# Roland Riz
Roland Riz (Bolzano, 12 maggio 1927) è un politico, giurista e avvocato italiano di madrelingua tedesca, Obmann della Südtiroler Volkspartei dal 1991 al 1992.

## Biografia
Laureato in Legge all'Università degli Studi di Milano nel 1948, ha insegnato Diritto penale all'Università degli Studi di Modena e Reggio Emilia e all'Università degli Studi di Padova e Diritto comparato alla Pontificia Università Lateranense di Roma. Inoltre ha insegnato presso l'Università di Innsbruck, nel Tirolo austriaco.

## Carriera politica
Il suo primo ruolo politico di rilievo fu la nomina a vicesindaco di Bolzano nel 1957. Nel 1958 fu eletto alla Camera dei deputati, venendo confermato fino al 1987 tranne per la quarta legislatura (1963-1968). Successivamente e fino al 1996 fu senatore.
È stato, da aprile 1991 al novembre 1992 Obmann (presidente della Südtiroler Volkspartei, SVP), che aveva ereditato dal suo compagno di lunga data Silvius Magnago.
Si schierò contro la manifestazione svoltasi a Gries am Brenner il 15 settembre 1991, soprannominata "vento baltico", ovvero "una grande manifestazione al Brennero, quale primo obiettivo per conseguire il più velocemente possibile la riunificazione del Tirolo e impedire la concessione della quietanza liberatoria" sostenuta da Karl Wolfgang Scheiber, Christian Waldner, segretario della Junge Generation dell'SVP, Ferdinand Willeit e Franz Arthur Pahl, autore del libro Tiroler Einheit, jetzt! dove indica i 5 punti per la secessione dell'Alto Adige e la sua riunificazione al Tirolo austriaco. Ne prese le distanze e dichiarando che i membri dell'SVP potranno partecipare alla manifestazione ma solo a titolo personale. Da questa manifestazione escono vincitrici le idee di Luis Durnwalder assieme a quelle di Alois Partl, maggiormente orientate alla nascita della Regione europea del Tirolo, la futura Euregio Tirolo-Alto Adige-Trentino.
Roland Riz è stato membro di tutte le commissioni, che si occupavano della riforma e dell'attuazione dello statuto di autonomia altoatesina.

### Progetto Riz
Durante la XII legislatura, Roland Riz ha collaborato in ambito parlamentare a un progetto di riforma per l'emanazione di un nuovo codice penale. Tale proposta viene denominata progetto Riz.
Il progetto di riforma è stato avanzato mediante proposta di legge ordinaria, differenziandosi dal precedente progetto Pagliaro che aveva adottato lo strumento della delega legislativa. I punti caratteristici del progetto Riz erano nella identificazione del reato colposo. La colpa, infatti, doveva avere l'ulteriore elemento della prevedibilità dell'evento da parte dell'agente. Inoltre, nel caso di responsabilità per colpa grave, era prevista una riduzione della responsabilità in capo all'agente, qualora il fatto derivasse da imperizia nella risoluzione di questioni di particolare difficoltà, alla stregua di quanto già previsto, in ambito civilistico, dall'art. 2236 c.c.